# Scrapper Blackwell
Francis Hillman „Scrapper“ Blackwell (* 21. Februar 1903 in Syracuse, North Carolina; † 7. Oktober 1962 in Indianapolis, Indiana) war ein US-amerikanischer Blues-Gitarrist, der vor allem als Partner von Leroy Carr bekannt wurde.

## Leben
Nach eigenen Angaben hatte Scrapper Blackwell Cherokee-Vorfahren. Als Kind kam er mit seiner Familie nach Indianapolis, wo er die meiste Zeit seines Lebens verbrachte. Er brachte sich das Gitarrespielen selbst bei, beeinflusst von Blues-Aufnahmen vor allem von Blind Lemon Jefferson.
Blackwell war ein Freizeitmusiker, ein ausgezeichneter Gitarrist, der einen eigenen Stil entwickelt hatte. Seinen Lebensunterhalt verdiente er sich hauptsächlich durch Alkoholschmuggel. Der Pianist Leroy Carr hatte einige Mühe, Blackwell 1928 zu gemeinsamen Aufnahmen zu überreden. Unter den ersten Aufnahmen des Duos war How Long, How Long Blues, das ein Hit wurde. Bis zu Carrs Tod 1935 folgten viele weitere Aufnahmen des Duos, darunter auch der Titel Alabama Woman Blues.
Scrapper Blackwell spielte auch mit anderen Partnern, etwa Georgia Tom Dorsey oder Black Bottom McPhail. Daneben machte er Soloaufnahmen. Sein bekanntester Titel dürfte Kokomo Blues sein, das von Kokomo Arnold zu Original Old Kokomo Blues verarbeitet wurde, woraus Robert Johnson schließlich Sweet Home Chicago machte.
Nach Carrs Tod zog sich Blackwell gänzlich aus der Musikszene zurück. Erst 1959 wurde er von Duncan Scheidt wiederentdeckt und zu neuen Aufnahmen überredet. 1962 starb Scrapper Blackwell bei einer Schießerei in Indianapolis.
Scrapper Blackwell wurde 2024 in die Blues Hall of Fame aufgenommen.